# روت پارملی
روت پارملی (به زبان لاتین Ruth A. Parmelee)، (متولد ۳ آوریل ۱۸۸۵ میلادی شهر ترابزون-امپراتوری عثمانی-وفات ۱۵ دسامبر ۱۹۷۳ شهر کنکورد، نیوهمپشایر ایالات متحده آمریکا)، پرستار اهل آمریکا او شاهد عینی نسل‌کشی ارمنیان می‌باشد.

## زندگینامه
او به عنوان پرستار در بیمارستان زنان آمریکایی در شهر «خارپرت» خدمت می‌کرد.
خانواده او از مبلغان مذهبی مسیحی بودند. به علت نبود مدرسه تا سن ۱۱ سالگی در نزد خانواده خود تحصیلات ابتدایی را گزرانده تا این که به آمریکا نقل مکان می‌کند. او تحصیلات خود را در دبیرستان اوبرلین در شهر اوبرلین، اوهایو ادامه داد و تا این که در سال ۱۹۰۷ میلادی با مدرک کارشناسی از کالج ابرلین فارغ‌التحصیل می‌شود.
پرستار پارملی تحصیلات خود را در دانشگاه ایلینوی در اربانا-شمپین آمریکا ادامه داده و مدرک پزشکی خود را کسب می‌کند. پرستار پارملی به فیلادلفیا، پنسیلوانیا نقل مکان می‌کند و در بیمارستان زنان آن شهر مشغول به کار می‌شود. او در سال ۱۹۱۴ میلادی به همراه هیئتی از آمریکا برای ماموریتهای خارجی به شهر خارپرت، الازیغ کنونی می‌رود.
او در مدت کوتاهی می‌تواند در کالج آمریکایی – ارمنی (یِپرات) زبان ارمنی و ترکی را فرا بگیرد.
از فعالیت‌های انسان دوستانه متعددی انجام می‌دهد که از آن فعالیت‌ها می‌توان به:
«کمک به مهاجرین زنان یونانی در بیمارستان سالونیک یونان. و کمک به زنان باردار ارمنی در بیمارستان آمریکائی شهر خارپرت، را نام برد.»
پرستار پارملی در دفتر خاطرات خود که در طی قتل‌عام او در شهر خارپرت سکونت داشته نوشته است.
«در سال ۱۹۶۷ میلادی دفتر خاطرات پارملی به صورت کتابی به نام «پیشگام در دره فرات» به تلاش دانشگاه کومیتاس در انگلستان به چاپ می‌رسد.»
همچنین علاوه بر این کتاب، کتاب دیگری به نام «جنایات ترکیه» نوشته جیمز بارتون در سال ۱۹۹۸م به چاپ رسیده که نوشته‌های پرستار پارملی در آن کتاب هم ذکر شده‌است.
«من تنها پرستار شهر خارپرت بودم و در مراحل آغاز قتل‌عام شاهد دستگیری روشنفکران ارمنی شهر خارپرت بودم. در تاریخ ۱ مه ۱۹۱۵ گروهی از ارمنی‌ها که شامل بازرگانان، کشیش، اساتید دانشگاه و غیره بودند دستگیر شدند. هر چند تعداد کمی از مردان با نفوذ ارمنی شبانه از شهر گریخته بودند. آنان را در زندان خارپرت که سلولهای تنگ آن بزرگتر از یک صندوقچه نبود انداخته بودند آنان تحت شکنجه و فشار روحی و جسمی قرار داشتند.
من یک بار برای مداوا آنان به زندان رفتم. او در دفتر خاطرات خود به نام‌های «تنکجیان، سوقیگیان، بوجانسانیان و پروفسور دونابد لولجیان» اشاره می‌کند.»
او در ادامه می‌نویسد:

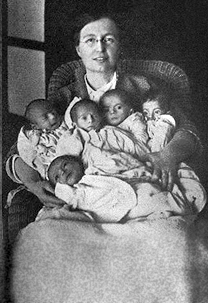
روت پارملی به همراه نوزادان ارمنی

«مردان میانسال و مسن خارپرت به زندان دیگری در حوالی آن شهر به نام «مِزْرِه» فرستاده بودند.
در میان آنان به مردی برخوردم که نام آن هاکوپ بنیان بود مردی ضعیف و خسته از راهپیمائی طولانی. هاکوپ برای پرستار پارملی تعریف می‌کند:زمانی که افسران برای دستگیری او به خانه‌اش آمده بودند از آنان خواسته بود که او را بکشند چون او نمی‌تواند مسافت طولانی را راهپیمائی کند. او به همراه همسر و سه دخترش مجبور به تبعید شده بودند.»
«هنگامی که به شهر اورفا (در مرز ترکیه – عراق) رسیدیم زنان بسیاری را دیدم که از فرط گرسنگی و تشنگی بی هوش شده بودند؛ و بسیاری از زنان حتی لباس در تن نداشتند.»
«به من دیگر اجازه نمی‌دادند برای مداوای زندانیان به زندان خارپرت بروم. خبرهای شکنجه زندانیان را از طریق یک دارو فروش به ما می‌رسید. ما اطلاع پیدا کردیم که تعداد زندانیان ۸۰۰ نفر می‌باشند و قرار است آنان را در چهار گروه دویست نفری تبعید شوند. در حالی که مردان در زندان هستند در میدان مرکزی شهر زنان و کودکان و جوانان آن شهر را جمع کرده بودند و آماده تبعید بودند.»
پرستار پارملی در ادامه می‌نویسد:
«توصیف شرایط تبعید شدگان بسیار آزار دهنده و دردناک می‌باشد. جمعیت بسیاری از پسران نوجوان، زنان و کودکان ارمنی از خانه و کاشانه خود تبعید شدند بدون هیچ دسترسی به آب و غذا به قصد مرگ وادار به راهپیمائی در مسیرهای طولانی شدند؛ که بسیاری از این تبعید شدگان کشته شده یا برای مقاصد دیگر ربوده شدند.»

## دفتر خاطرات روت پارملی

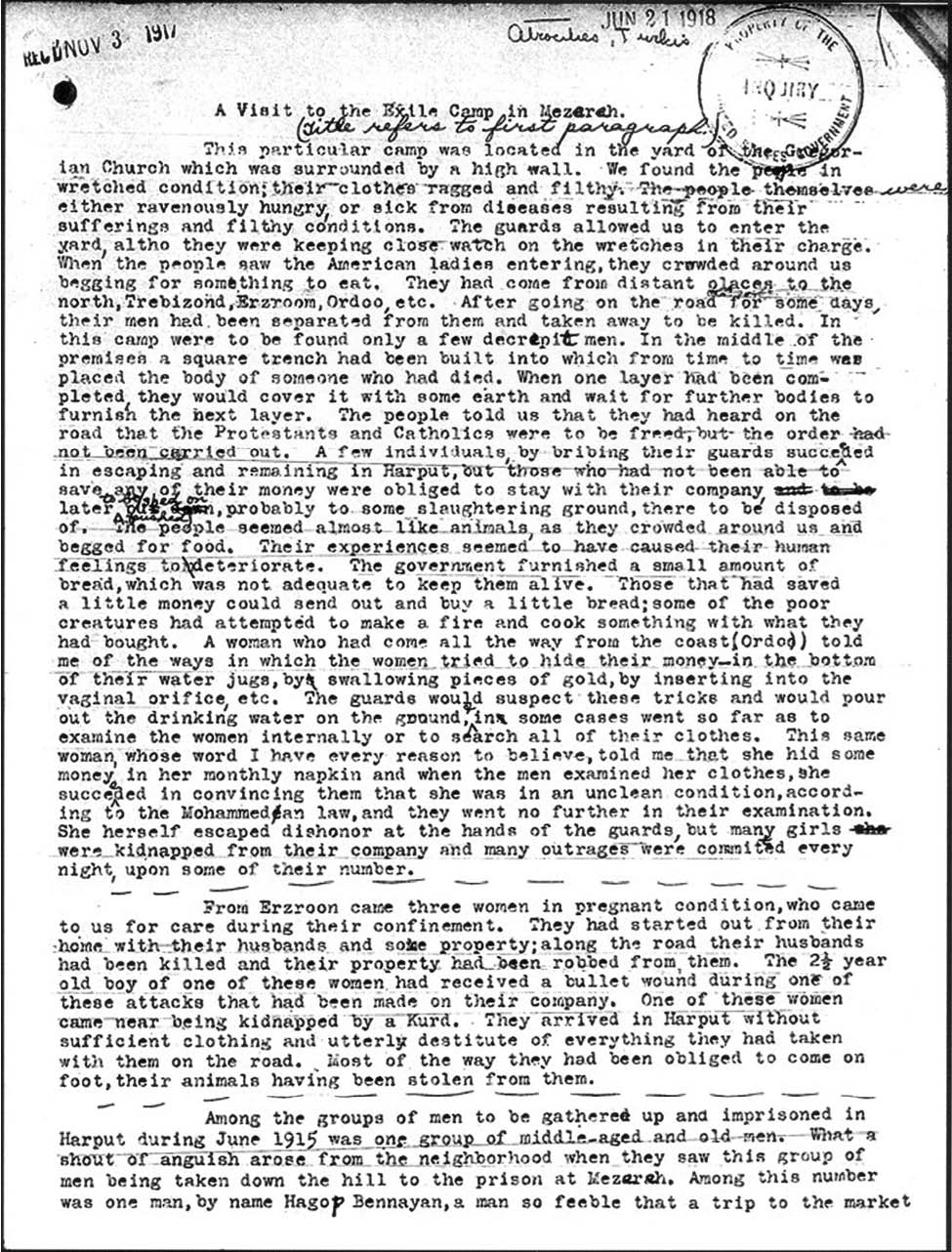
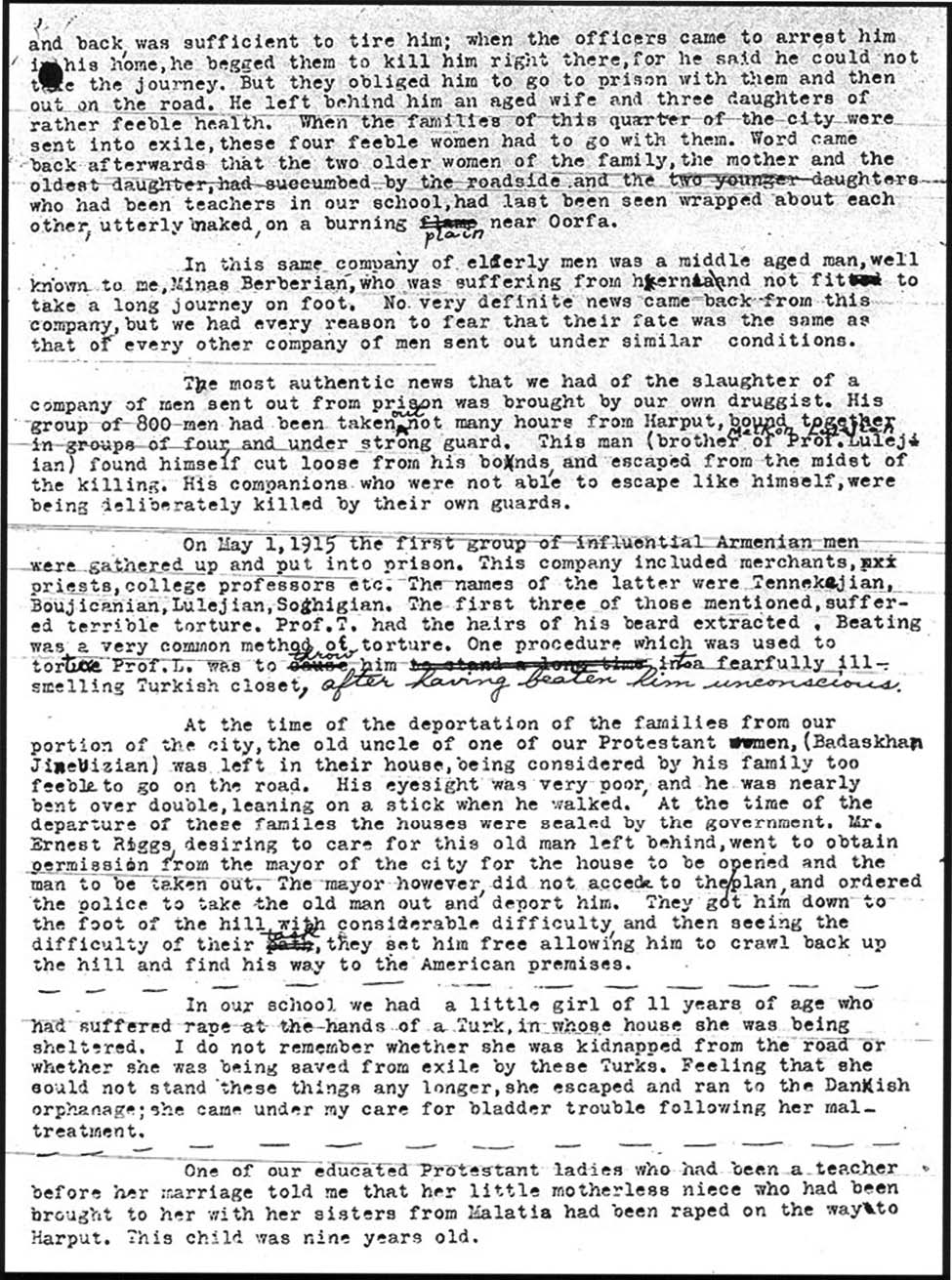
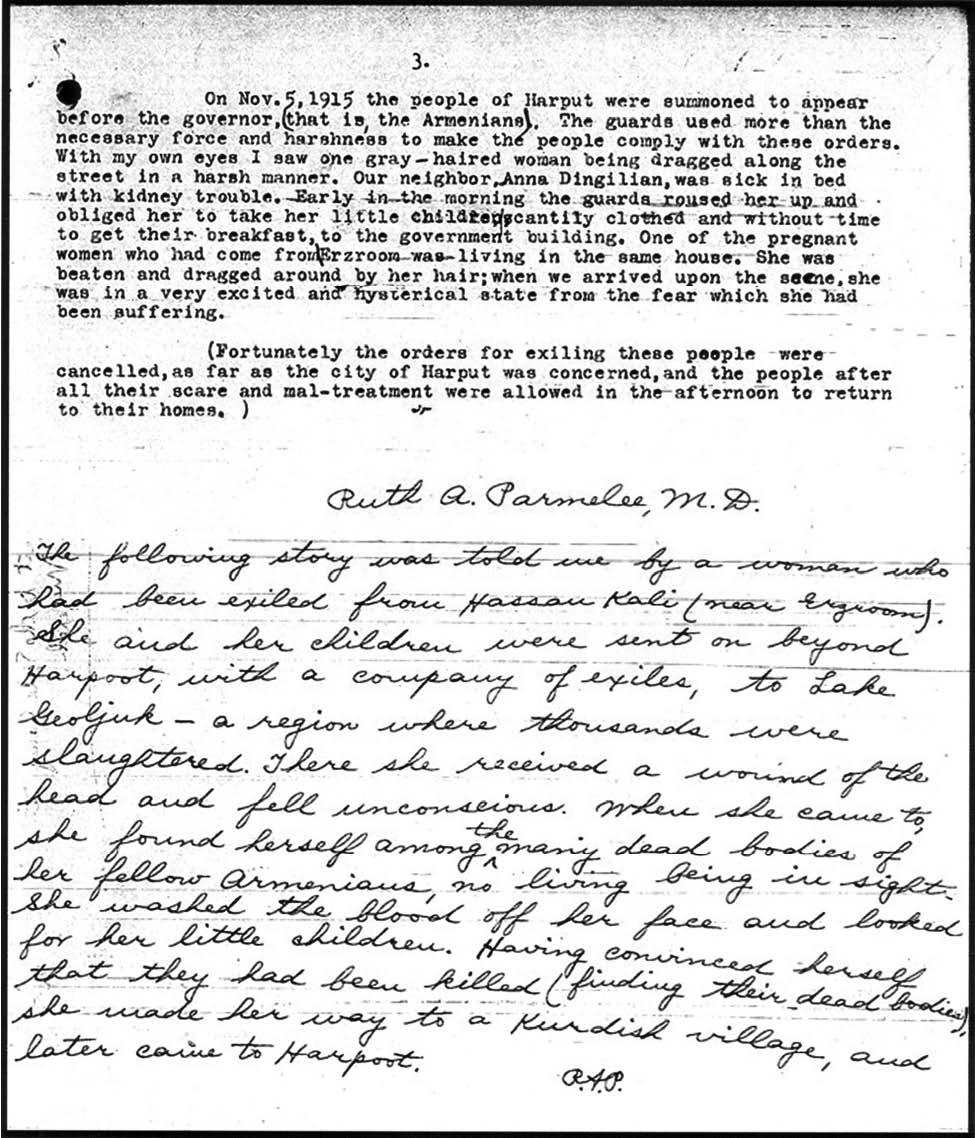